# Piper inauspicatum
Piper inauspicatum är en pepparväxtart som beskrevs av William Trelease. Piper inauspicatum ingår i släktet Piper och familjen pepparväxter. Inga underarter finns listade i Catalogue of Life.